# ملاحظة (نص)
الملاحَظة أو الملحوظة وهي في الاصطلاح ملحق إنشائي يوضح مسألة إضافية بغرض لفت إلانتباه إلى موضوع ما، أو التركيز عليه، وفي اللغة فالملاحظة مشتقة من الفعل فوق الثلاثي (لاحظ) واسم الفاعل منه : (مُلاحِظ) أما اسم المفعول فهو (مُلاحَظ)، وهناك فعل آخر (لوحِظ) فيكون اسم المفعول منه (مُلاحَظ) (فعله مبني للمجهول)، وعليك أن تلاحظ أنَّ كليهما يبدأ بميم مضمومة ولكن كما (تلاحظ) تختلف حركة الحاء، فهي مكسورة في اسم الفاعل، ومفتوحة في اسم المفعول. جمعها هو ملاحظات.

## أقسام الملاحظة
الملاحظة تنقسم إلى قسمين:
∗ ملاحظة بالمفهوم المجازي:
وتعني التدقيق والنظر بعمق إلى الأشياء المختلفة أي متطلب رؤية عميقة، باستخدام حاسة البصر وبمساعدة من البصيرة وباقي الحواس، وهو تعبير مجازي تحول إلى تعبير علمي يعني: أداة آلية لجمع المعلومات وهي النواة التي يعتمد عليها للوصول إلى المعرفة العلمية وهي هنا - في أبسط صورها- النظر إلى الأشياء وإدراك الحالة التي هي عليها، فيصبح تعريفها العلمي : الأداة التي من خلالها نستطيع التحقق من سلوك الأفراد الظاهري عندما يعبرون عن أنفسهم في مختلف مواقف الحياة اليومية، فهي المشاهدة الحسية والعقلية لوقائع محددة طبيعية بهدف الحصول على معلومات تفيد في أغراض البحث العلمي.
∗ ملاحظة مكتوبة داخل نص:
وهي التي يمكن اعتبارها رسالة شخصية قصيرة، أو ملخص لسجل مكتوب، أو تشخيص عاطفي لناحية في الموضوع، أو تعليق وتعليمات إضافية، أو علامة هامة للفت الانتباه، أو نتيجة بحث (تقرير بحث) وقد تستخدم أيضا كوعد من الكاتب للقارئ بغض النظر عن الموضوع، سواء كان ماليا أو غيره.

## استخدام الملاحظة
الملاحظة تستخدم في كل أنواع الكتابة : الشخصية، المهنية، الموسيقية، الفنية (الدراما المسرح)، العلمية (الطبية البيولوجية وغيرها)، ومحتوى الملاحظة لا يصلح دائما للتضمين داخل النص، إلا في حالة رغبة كاتب الملاحظة إلى إعادة التأكيد على موضوع ما داخل النص الأصلي، ولكن بشكل عام فهي موضوع مختلف يُرجى الاهتمام به.

## ملاحظة
يستطيع الكاتب أثناء كتابة النص تضمين نصه كلمة : يمكن ملاحظة، كذلك نلاحظ، وقد لوحظ، لاحظ الفرق بين..، الخ.

## حواش
1. ↑  يقابلها في الفرنسية لفظ remarque وفي الرومية nota "نوطة، نوتة" وobservātiō "مراقبة، رصد" (D/E/F: Note، Observation)